# أويزومي

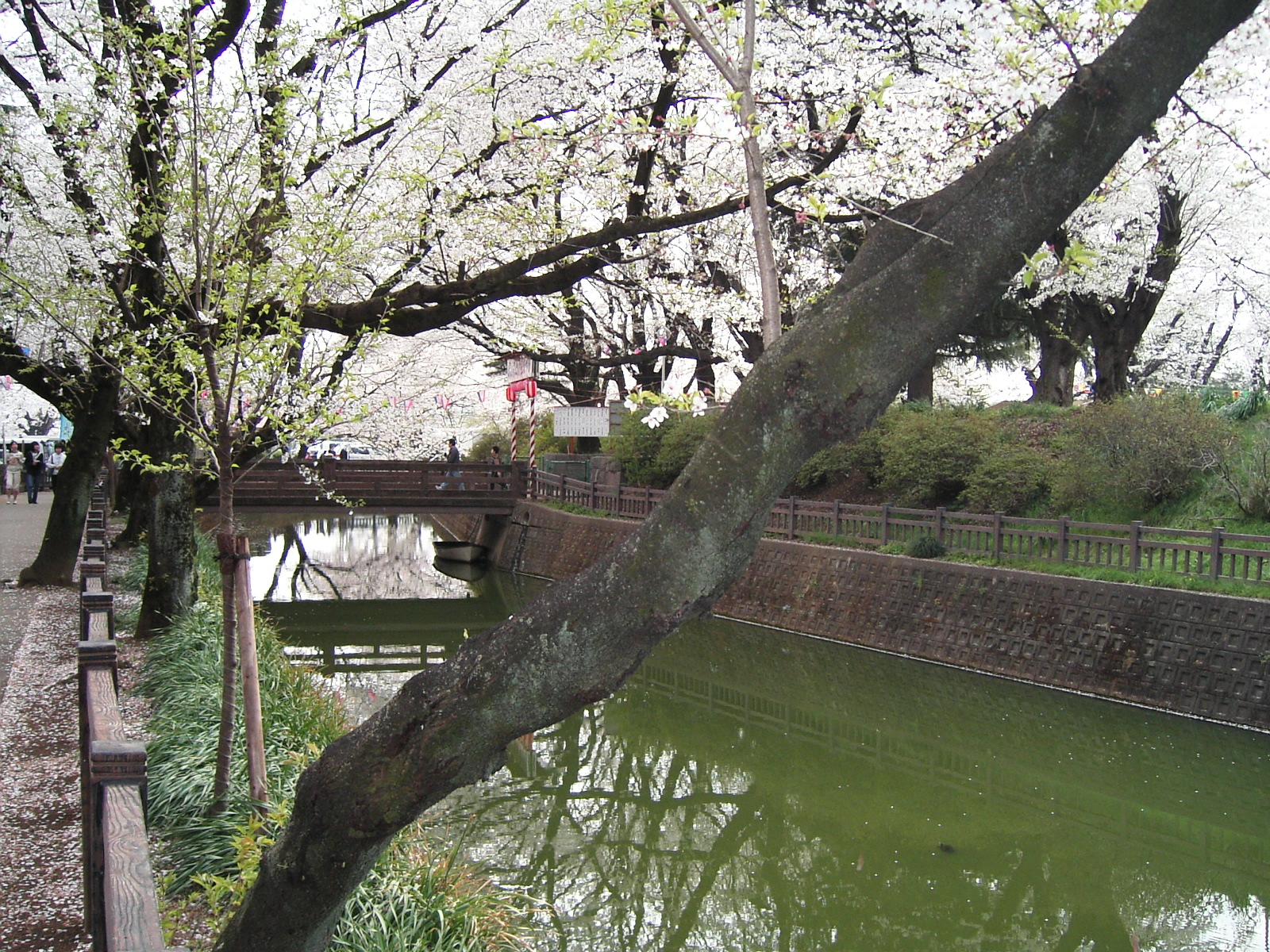
ruins of Koizumi Castle

أويزومي Ōizumi (大泉町 Ōizumi-machi)، هي مدينة تقع في محافظة غونما، اليابان.
في 31 آب / أغسطس 2020، كان عدد سكان المدينة 41918 نسمة، في 19773 أسرة. وبكثافة سكانية تبلغ 2300 نسمة لكل كيلومتر مربع.
تبلغ المساحة الإجمالية للمدينة 18.03 كيلومتر مربع (6.96 ميل مربع). ما يقرب من 20 في المائة من مجموع السكان هم من الأجانب، ومعظمهم من البرازيليين اليابانيين، الذين يعملون في العديد من المصانع في المدينة.
منذ عام 1990، سُمح للمنحدرين من أصول يابانية من دول أجنبية بالبقاء في اليابان بحرية. وتشير التقديرات إلى أن 15 في المائة من السكان يتحدثون البرتغالية كلغتهم الأم .
واعتبارًا من عام 2007، فإن إيزومي كان لديها أعلى تركيز من البرغزيليين من أي مدينة أخرى في اليابان.
في الآونة الأخيرة، بدأ النيباليون، والآسيويون الآخرون بالاستقرار في المدينة.